# Jerry Maguire
Jerry Maguire är en amerikansk dramakomedi från 1996, skriven och regisserad av Cameron Crowe med Tom Cruise, Cuba Gooding, Jr. och Renée Zellweger i huvudrollerna. Gooding Jr. belönades med en Oscar för Bästa manliga biroll.

## Handling
Sportagenten Jerry Maguire (Tom Cruise) får sparken och bestämmer sig för att starta eget. Den enda som följer med honom när han slutar är assistenten Dorothy Boyd (Renée Zellweger). Den enda idrottsmannen som behåller Jerry som agent är den lovande spelaren i amerikansk fotboll Rod Tidwell (Cuba Gooding, Jr.). Filmen är (kanske) mest känd för repliken "Show me the money" som Jerry säger rätt ofta.

## Rollista
| Tom Cruise        | – Jerry Maguire        |
| Cuba Gooding, Jr. | – Rod Tidwell          |
| Renée Zellweger   | – Dorothy Boyd         |
| Kelly Preston     | – Avery Bishop         |
| Jerry O'Connell   | – Frank "Cush" Cushman |
| Jay Mohr          | – Bob Sugar            |
| Regina King       | – Marcee Tidwell       |
| Bonnie Hunt       | – Laurel Boyd          |
| Jonathan Lipnicki | – Ray Boyd             |
| Aries Spears      | – Teepee Tidwell       |
| Glenn Frey        | – Dennis Wilburn       |
| Drake Bell        | – Jesse Remo           |
| Eric Stoltz       | – Ethan Valhere        |
| Beau Bridges      | – Matt Cushman         |